# لیگ قهرمانان اقیانوسیه ۱۲–۲۰۱۱
لیگ قهرمانان اقیانوسیه ۱۲–۲۰۱۱ که با نام او-لیگ ۲۰۱۲ نیز شناخته می‌شود، یازدهمین دوره مسابقات قهرمانی باشگاه‌های اقیانوسیه، مسابقات فوتبال باشگاهی برتر در اقیانوسیه بود که توسط کنفدراسیون فوتبال اقیانوسیه (اواف‌سی) سازماندهی شد و ششمین فصل با نام فعلی لیگ قهرمانان اقیانوسیه بود. مسابقات توسط ۸ تیم از ۷ فدراسیون برگزار شد. تیم‌ها به ۲ گروه ۴ تیمی تقسیم شدند و برنده هرگروه در فینال با یکدیگر مسابقه دادند تا نماینده اقیانوسیه در جام باشگاه‌های جهان ۲۰۱۲ را مشخص کنند.
اوکلند سیتی از نیوزیلند قهرمان مسابقات شد.

## شرکت کنندگان
از این فصل به بعد، تیم‌های نیوزیلندی در گروه‌های متفاوت قرار گرفتند.
مانند فصل قبل، هیچ مرحله مقدماتی برگزار نشد و تمامی تیم‌ها مستقیم به مرحله گروهی رفتند.
| انجمن          | تیم            | نحوه صعود                                                              |
| -------------- | -------------- | ---------------------------------------------------------------------- |
| فیجی           | با             | قهرمان لیگ ملی فوتبال فیجی ۲۰۱۰                                        |
| کالدونیای جدید | مونت دور       | قهرمان سوپر لیگ کالدونیای جدید ۲۰۱۰                                    |
| نیوزیلند       | ویتاکر یونایتد | قهرمان و رتبه اول جدول رده‌بندی مسابقات قهرمانی فوتبال نیوزیلند ۱۱–۲۰۱۰ |
| نیوزیلند       | اوکلند سیتی    | رتبه دوم جدول رده‌بندی مسابقات قهرمانی فوتبال نیوزیلند ۱۱–۲۰۱۰          |
| پاپوآ گینه نو  | هیکاری یونایتد | قهرمان لیگ ملی فوتبال پاپوآ گینه نو ۱۱–۲۰۱۰                            |
| جزایر سلیمان   | کولواله        | قهرمان پلی آف لیگ قهرمانان جزایر سلیمان ۲۰۱۱                           |
| تاهیتی         | تیفانا         | قهرمان لیگ ۱ تاهیتی ۱۱–۲۰۱۰                                            |
| وانواتو        | آمیکال         | قهرمان لیگ ملی فوتبال وانواتو ۲۰۱۱                                     |

## برنامه مسابقات
برنامه مسابقات به شرح زیر است:
| مرحله       | مرحله      | تاریخ                   |
| ----------- | ---------- | ----------------------- |
| مرحله گروهی | هفته ۱     | ۲۹ تا ۳۰ اکتبر ۲۰۱۱     |
| مرحله گروهی | هفته ۲     | ۱۹ تا ۲۰ نوامبر ۲۰۱۱    |
| مرحله گروهی | هفته ۳     | ۳ تا ۴ دسامبر ۲۰۱۱      |
| مرحله گروهی | هفته ۴     | ۱۸ تا ۱۹ ژانویه ۲۰۱۲    |
| مرحله گروهی | هفته ۵     | ۳ تا ۴ مارس ۲۰۱۲        |
| مرحله گروهی | هفته ۶     | ۳۱ مارس تا ۱ آوریل ۲۰۱۲ |
| فینال       | بازی رفت   | ۲۹ آوریل ۲۰۱۲           |
| فینال       | بازی برگشت | ۱۲ مه ۲۰۱۲              |

## مرحله گروهی
کمیته اجرایی اواف‌سی در ژوئن ۲۰۱۱ بر اساس دلایل ورزشی و ملاحظات سفر، تیم‌ها را به دو گروه تقسیم کرد. قرعه کشی در دفتر مرکزی اواف‌سی در اوکلند، نیوزیلند در ۱۹ ژوئیه ۲۰۱۱، ساعت ۱۴:۳۰ یوتی‌سی ۱۲:۰۰+ برگزار شد.
در هر گروه، تیم‌ها به صورت رفت و برگشت با یکدیگر بازی کردند و برنده گروه به فینال راه یافت. اگر دو یا چند تیم در امتیاز مساوی باشند، اولویت‌بندی به شرح زیر است:
1. تفاضل گل
2. تعداد گل زده شده
3. نتایج رو در رو (امتیازات؛ تفاضل گل; تعداد گل‌های زده شده)
4. بازی جوانمردانه
5. قرعه کشی

### گروه A
| تیم            | بازی | برد | مساوی | باخت | گل زده | گل خورده | گل تفاضل | امتیاز |  | TEF  | WAI | BA  | MON |
| -------------- | ---- | --- | ----- | ---- | ------ | -------- | -------- | ------ |  | ---- | --- | --- | --- |
| تیفانا         | ۶    | ۴   | ۱     | ۱    | ۱۵     | ۱۲       | ۳+       | ۱۳     |  | —    | ۳–۰ | ۴–۱ | ۲–۰ |
| ویتاکر یونایتد | ۶    | ۴   | ۰     | ۲    | ۲۱     | ۶        | ۱۵+      | ۱۲     |  | ۱۰–۰ | —   | ۴–۰ | ۴–۰ |
| با             | ۶    | ۳   | ۰     | ۳    | ۷      | ۱۶       | ۹−       | ۹      |  | ۰–۵  | ۳–۲ | —   | ۲–۱ |
| مونت دور       | ۶    | ۰   | ۱     | ۵    | ۲      | ۱۱       | ۹−       | ۱      |  | ۱–۱  | ۰–۱ | ۰–۱ | —   |

| تیم ۱          | نتیجه | تیم ۲          |
| -------------- | ----- | -------------- |
| ویتاکر یونایتد | ۱۰–۰  | تیفانا         |
| با             | ۲–۱   | مونت دور       |
| مونت دور       | ۱–۱   | تیفانا         |
| ویتاکر یونایتد | ۴–۰   | با             |
| مونت دور       | ۰–۱   | ویتاکر یونایتد |
| تیفانا         | ۴–۱   | با             |
| مونت دور       | ۰–۱   | با             |
| تیفانا         | ۳–۰   | ویتاکر یونایتد |
| تیفانا         | ۲–۰   | مونت دور       |
| با             | ۳–۲   | ویتاکر یونایتد |
| ویتاکر یونایتد | ۴–۰   | مونت دور       |
| با             | ۰–۵   | تیفانا         |

### گروه B
| تیم            | بازی | برد | مساوی | باخت | گل زده | گل خورده | گل تفاضل | امتیاز |  | AUC | HEK | AMI | KOL |
| -------------- | ---- | --- | ----- | ---- | ------ | -------- | -------- | ------ |  | --- | --- | --- | --- |
| اوکلند سیتی    | ۶    | ۴   | ۱     | ۱    | ۱۷     | ۸        | ۹+       | ۱۳     |  | —   | ۲–۰ | ۳–۲ | ۷–۳ |
| هیکاری یونایتد | ۶    | ۳   | ۲     | ۱    | ۹      | ۶        | ۳+       | ۱۱     |  | ۱–۱ | —   | ۲–۰ | ۳–۱ |
| آمیکال         | ۶    | ۲   | ۱     | ۳    | ۶      | ۷        | ۱−       | ۷      |  | ۱–۰ | ۱–۱ | —   | ۲–۰ |
| کولواله        | ۶    | ۱   | ۰     | ۵    | ۷      | ۱۸       | ۱۱−      | ۳      |  | ۱–۴ | ۱–۲ | ۱–۰ | —   |

| تیم ۱          | نتیجه | تیم ۲          |
| -------------- | ----- | -------------- |
| آمیکال         | ۱–۱   | هیکاری یونایتد |
| کولواله        | ۱–۴   | اوکلند سیتی    |
| اوکلند سیتی    | ۲–۰   | هیکاری یونایتد |
| آمیکال         | ۲–۰   | کولواله        |
| هیکاری یونایتد | ۳–۱   | کولواله        |
| اوکلند سیتی    | ۳–۲   | آمیکال         |
| اوکلند سیتی    | ۷–۳   | کولواله        |
| هیکاری یونایتد | ۲–۰   | آمیکال         |
| کولواله        | ۱–۰   | آمیکال         |
| هیکاری یونایتد | ۱–۱   | اوکلند سیتی    |
| آمیکال         | ۱–۰   | اوکلند سیتی    |
| کولواله        | ۱–۲   | هیکاری یونایتد |

## فینال
برندگان دو گروه در فینال طی دو بازی به مصاف هم رفتند که ترتیب مسابقات با قرعه کشی مشخص شد. قانون گل‌های خارج از خانه اعمال شد و در صورت لزوم از وقت اضافه و ضربات پنالتی برای تعیین برنده استفاده می‌شد.
| تیم ۱       | نتیجه‌نهایی | تیم ۲  | بازی رفت | بازی برگشت |
| ----------- | ---------- | ------ | -------- | ---------- |
| اوکلند سیتی | ۳–۱        | تیفانا | ۲–۱      | ۱–۰        |

| قهرمان لیگ قهرمانان اقیانوسیه ۱۲–۲۰۱۱ |
| ------------------------------------- |
| اوکلند سیتی چهارمین قهرمانی           |